# Live Recordings (Bright Eyes-középlemez)
A Live Recordings a Bright Eyes ötödik középlemeze, amelyet 2011. július 4-én adott ki a Polydor Records az Egyesült Királyságban.

## Számlista
Az összes dal szerzője Conor Oberst, kivéve az Arc Of Time (Time Code) dalt, amelyet Mike Mogis írt. 
| 1.    | Firewall                   | 7:11 |
| 2.    | Shell Games                | 3:49 |
| 3.    | Arc Of Time (Time Code)    | 4:09 |
| 4.    | Bowl of Oranges            | 3:35 |
| 5.    | Lover I Don’t Have to Love | 3:49 |
| 6.    | Ladder Song                | 5:38 |
| 28:11 |                            |      |

## Közreműködők
Bright Eyes
- Conor Oberst
- Mike Mogis
- Nate Walcott

Produkció
- Jacob Feinberg-Pyne – felvétel, keverés
- Zack Nipper – borító